# Роскен, Рюбен
Рюбен Роскен (нидерл. Ruben Roosken; род. 2 марта 2000, Эммен, Дренте) — нидерландский футболист, защитник клуба «Хаддерсфилд Таун».

## Клубная карьера
Роскен — воспитанник клубов «Клазенвавен» и «Эммен». 14 сентября 2019 года в матче против «Утрехта» он дебютировал в Эредивизи в составе последнего. Летом 2020 года Роскен перешёл в ТОП Осс, подписав контракт на два года. 29 августа в матче против «Хелмонд Спорт» он дебютировал в Эрстедивизи.
Летом 2021 года Роскен перешёл в «Хераклес», подписав контракт на 3 года. 29 августа в матче против НЕК он дебютировал за новый клуб. По итогам сезона команда вылетела из элиты, но игрок остался в команде. 11 ноября 2022 года в поединке против НАК Бреда Рюбен забил свой первый гол за «Хераклес». По итогам сезона он помог клубу вернуться в элиту.
В январе 2025 года перешёл в английский «Хаддерсфилд Таун», подписав контракт до середины 2027 года.